# Cincinnati Bengals 1985

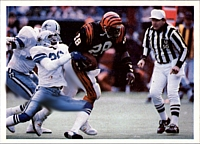
I Bengals contro i Cowboys nel dicembre 1985

La stagione 1985 dei Cincinnati Bengals è stata la 16ª della franchigia nella National Football League, la 18ª complessiva. Il wide receiver Isaac Curtis, uno dei migliori giocatori dei Bengals per 12 anni, si ritirò poco l’inizio del training camp. Il quarterback al secondo anno Boomer Esiason sostituì Ken Anderson come titolare, guidando la squadra a un record di franchigia di 441 punti segnati. 

## Roster
| Roster dei Cincinnati Bengals nel 1985 |
| --- |
| Quarterback - 7 Boomer Esiason - 14 Ken Anderson - 15 Turk Schonert Running Back - 40 Charles Alexander - 21 James Brooks - 36 Stanford Jennings - 30 Bill Johnson - 28 Larry Kinnebrew Wide Receiver - 81 Eddie Brown - 80 Cris Collinsworth - 86 Steve Kreider - 88 Mike Martin - 42 Clay Pickering Tight End - 83 M.L. Harris - 82 Rodney Holman - 89 Don Kern - 84 Dan Ross Offensive Linemen - 74 Brian Blados G - 64 Bruce Kozerski C - 65 Max Montoya G - 78 Anthony Muñoz T - 75 Bruce Reimers G - 52 Dave Rimington C - 63 Joe Walter T - 77 Mike Wilson T Defensive Linemen - 79 Ross Browner DE - 61 Jerry Boyarsky NT - 76 Glen Collins DE - 73 Eddie Edwards DE - 69 Tim Krumrie NT Linebacker - 53 Leo Barker - 50 Glenn Cameron - 51 Tom Dinkel - 90 Emanuel King - 59 Jeff Schuh - 56 Ron Simpkins - 57 Reggie Williams - 91 Carl Zander Defensive Back - 34 Louis Breeden CB - 27 Barney Bussey - 31 Lee Davis - 22 James Griffin FS - 20 Ray Horton CB - 26 Bobby Kemp SS - 37 Robert Jackson FS - 25 John Simmons - 24 Sean Thomas - 35 Jimmy Turner - 41 Sam Washington Special Team - 87 Pat McInally P/WR - 3 Jim Breech K |
| Legenda - I rookie sono in corsivo. - Il primo ruolo è il principale mentre gli eventuali successivi indicano i ruoli secondari. - (IR) sta per Injured Reserve ed indica la lista ristretta per un solo giocatore infortunato che può tornare ad allenarsi dopo la settimana 6 e a rientrare in prima squadra dopo che questa ha giocato 8 partite. - (NF-Inj.) / (NF-Ill.) stanno rispettivamente per Non-Football Injured e Non-Football Illness ed indicano le liste dove viene inserito un giocatore che ha un infortunio o una malattia non dipendente dal football americano. - (PUP) sta per Physically Unable to Perform ed indica la lista dove viene inserito un giocatore mentre è in attesa di recuperare la condizione fisica. Nella stagione regolare dopo la sesta partita giocata dalla propria squadra, il giocatore ha tempo tre settimane per riprendere ad allenarsi, più tre settimane aggiuntive dal suo rientro agli allenamenti per rientrare in prima squadra. |

## Calendario
| Stagione regolare |              |                         |           |        |                               |          |
| Turno             | Data         | Avversario              | Risultato | Record | Stadio                        | Pubblico |
| 1                 | 8 settembre  | Seattle Seahawks        | S 24–28   | 0–1    | Riverfront Stadium            | 51,625   |
| 2                 | 15 settembre | at St. Louis Cardinals  | S 27–41   | 0–2    | Busch Memorial Stadium        | 46,321   |
| 3                 | 22 settembre | San Diego Chargers      | S 41–44   | 0–3    | Riverfront Stadium            | 52,270   |
| 4                 | 30 settembre | at Pittsburgh Steelers  | V 37–24   | 1–3    | Three Rivers Stadium          | 59,541   |
| 5                 | 6 ottobre    | New York Jets           | S 20–29   | 1–4    | Riverfront Stadium            | 51,785   |
| 6                 | 13 ottobre   | New York Giants         | V 35–30   | 2–4    | Riverfront Stadium            | 53,112   |
| 7                 | 20 ottobre   | at Houston Oilers       | S 27–44   | 2–5    | Houston Astrodome             | 35,590   |
| 8                 | 27 ottobre   | Pittsburgh Steelers     | V 26–21   | 3–5    | Riverfront Stadium            | 55,421   |
| 9                 | 3 novembre   | at Buffalo Bills        | V 23–17   | 4–5    | Rich Stadium                  | 25,640   |
| 10                | 10 novembre  | Cleveland Browns        | V 27–10   | 5–5    | Riverfront Stadium            | 57,293   |
| 11                | 17 novembre  | at Los Angeles Raiders  | S 6–13    | 5–6    | Los Angeles Memorial Coliseum | 52,501   |
| 12                | 24 novembre  | at Cleveland Browns     | S 6–24    | 5–7    | Cleveland Municipal Stadium   | 74,439   |
| 13                | 1 dicembre   | Houston Oilers          | V 45–27   | 6–7    | Riverfront Stadium            | 46,140   |
| 14                | 8 dicembre   | Dallas Cowboys          | V 50–24   | 7–7    | Riverfront Stadium            | 56,936   |
| 15                | 15 dicembre  | at Washington Redskins  | S 24–27   | 7–8    | RFK Stadium                   | 50,544   |
| 16                | 22 dicembre  | at New England Patriots | S 23–34   | 7–9    | Sullivan Stadium              | 57,953   |

Note
- Gli avversari della propria division sono in grassetto.

## Classifiche
| AFC Central Division |   |    |   |      |     |      |     |     |     |
|                      | V | S  | P | %    | DIV | CONF | PF  | PS  | STR |
| Cleveland Browns(3)  | 8 | 8  | 0 | .500 | 4–2 | 7–5  | 287 | 294 | S1  |
| Cincinnati Bengals   | 7 | 9  | 0 | .438 | 4–2 | 5–7  | 441 | 437 | S2  |
| Pittsburgh Steelers  | 7 | 9  | 0 | .438 | 3–3 | 6–6  | 379 | 355 | S1  |
| Houston Oilers       | 5 | 11 | 0 | .313 | 1–5 | 4–8  | 284 | 412 | S4  |